# Justien Grillet
Justien Grillet (Gent, 18 juli 1994) is een Belgische sprintster en hordeloopster. Zij veroverde tot nu toe drie Belgische titels en boekte daarnaast vooral successen als lid van nationale estafetteteams, zowel op de 4 x 100 als de 4 x 400 m. 

## Loopbaan
Justien Grillet, een ex-turnster, is de dochter van Geert Grillet, enkele malen jeugdkampioen en gewezen Belgisch jeugdrecordhouder op de 400 m en Isabelle De Bruycker, drievoudig Belgisch kampioen op de 800 m.
Op de 4 x 100 m estafette werd Grillet in 2012 vijfde op de wereldkampioenschappen voor junioren in Barcelona. Samen met Orphée De Puydt, Camille Laus en Imke Vervaet liet zij als laatste loopster een eindtijd van 45,12 s noteren, waarmee het Belgische viertal nipt voor het Nederlandse team eindigde, dat een eindtijd van 45,22 realiseerde. Een jaar later op de Europese kampioenschappen voor junioren in Rieti, rolde er voor het Belgische team, bestaande uit Sarah Missinne, Justien Grillet, Orphee De Puydt en Laura Leprince, in 44,73 zelfs een nationaal juniorenrecord uit. Ze werden er vierde mee, want ditmaal sneed het Nederlandse team hen met een derde plaats in 44,22 achter Groot-Brittannië (eerste in 43,81) en Frankrijk (tweede in 44,00) de pas af naar het erepodium. Eerder was zij op de individuele 200 m op een zevende plaats geëindigd in 24,26.
In 2014 maakte Justien Grillet op de Europese kampioenschappen in Zürich deel uit van de 4 x 400 m estafetteploeg. Het Belgische team werd achtste in 3.31,12.
Grillet is aangesloten bij Atletiekclub Vlierzele Sportief en komt daarnaast ook uit voor het Nederlandse HAAG Atletiek. Zij studeerde kinesitherapie.

## Belgische kampioenschappen
Outdoor
| Onderdeel | Jaar |
| --------- | ---- |
| 400 m     | 2016 |

Indoor
| Onderdeel | Jaar |
| --------- | ---- |
| 200 m     | 2013 |
| 400 m     | 2016 |

## Persoonlijke records
Outdoor
| Onderdeel    | Prestatie | Datum       | Plaats   |
| ------------ | --------- | ----------- | -------- |
| 200m         | 23,92 s   | 5 juli 2014 | Oordegem |
| 400 m        | 53,31 s   | 30 mei 2015 | Oordegem |
| 400 m horden | 56,31 s   | 8 juli 2018 | Brussel  |

Indoor
| Onderdeel   | Prestatie | Datum           | Plaats |
| ----------- | --------- | --------------- | ------ |
| 200 m       | 24,03 s   | 3 maart 2012    | Gent   |
| 400 m       | 54,31 s   | 26 januari 2014 | Gent   |
| 60 m horden | 8,32 s    | 28 januari 2018 | Gent   |

## Palmares

### 200 m
- 2011:  EJOF te Trabzon - 23,94 s
- 2012:  BK AC indoor - 24,19 s
- 2013:  BK AC indoor - 24,60 s
- 2013: 7e EK U20 in Rieti - 24,26 s
- 2015:  BK AC indoor - 24,60 s

### 400 m
- 2014:  BK AC - 53,76 s
- 2015: 6e series EK U23 in Tallinn - 53,37 s
- 2016:  BK AC indoor - 54,50 s
- 2016:  BK AC - 54,03 s
- 2017:  BK AC indoor - 54,40 s

### 400 m horden
- 2018:  BK AC - 56,31 s
- 2018: 8e ½ fin. EK in Berlijn - 57,40 s (in serie 56,94 s)

### 4 x 100 m
- 2011:  EJOF te Trabzon – 46,12 s
- 2012: 5e WK U20 in Barcelona - 45,12 s
- 2013: 4e EK U20 in Rieti - 44,73 s

### 4 x 400 m
- 2014: 8e EK in Zürich - 3.31,82
- 2018: 4e EK in Berlijn - 3.27,69 (NR)

## Onderscheiding
- 2013: Gouden Spike voor beste vrouwelijke belofte